# Turany (stacja kolejowa)
Turany (słow: Železničná stanica Turany) – stacja kolejowa w miejscowości Turany, w kraju żylińskim, na Słowacji. Została wybudowana w 1871 w ramach budowy Kolei Koszycko-Bogumińsko.
Znajduje się na zelektryfikowanej magistrali 180 Košice – Žilina.

## Linie kolejowe[1]
- Linia 180 Košice – Žilina